# 여천윤
여천윤(厲天潤)은 중국의 사대기서(四大奇書) 중 하나인 《수호전》(水滸傳)에 등장하는 인물로, 방랍 휘하의 장수이다. 직책은 진국대장군 원수(鎭國大將軍 元帥)로 방랍의 대태자이자 남안왕(南安王)인 방천정(方天定)이 통치하는 항주를 수비하는 4명의 원수 중 한 명이다. 항주로 진격해 오는 양산박군을 일곱명의 부장과 함께 독송관(獨松關)에서 맞아들인다. 관변에 높이 수십 길이나 되는 큰 나무가 솟아 있고, 그 밑면에 소나무가 자라고 있어 독송관이라 불렸다. 산 위에 위치한 관으로 양쪽으로 높은 산이 솟아 있고, 그 중앙에 곧은 길이 있을 뿐인 천험의 요해. 양산박군이 오기 전에도 종종 송군의 공격을 막고 있었다. 114, 115회에서 등장한다.

## 생애
여천윤이 처음 등장하는 것은 양산박군이 숭덕현을 침공하고, 방천정을 궁에서 만나 협의를 벌였을 때이다. 세 방향에서 항주로 쳐들어오는 양산박군을 똑같이 세 방향으로 나뉘어 맞아들이게 되고 여천윤은 여천우(厲天祐), 장도(張韜), 장검(張儉), 요의(姚義)의 네 장수를 이끌고 독송관 구원에 나서게 된다.
독송관은 항주에서 원군에서 오기 전에는 오승, 장인, 위형의 세 장군이 지키고 있었으나 임충이 장인에게 상처를 입히고 나서는 관에서 성문을 굳게 닫고 성을 지키고 있었다. 여천윤들의 원군이 도착 후에는 그 다음날부터 관소를 나와 양산박군에게 싸움을 건다. 방랍군의 선봉은 여천윤의 동생 여천우로, 가장 먼저 관에서 내려와 여방과 격렬하게 맞붙는다. 양자 5,60합 정도의 싸움 끝에 여천우는 여방의 화극에 찔려 죽고 방랍군은 첫 전투에서 패주, 그 이후 방랍군은 예전처럼 성문을 굳게 닫고 성을 지키다. 며칠 뒤 양산박군에서 방랍군 정찰을 위해 구붕, 등비, 이충, 주통이 정찰대를 이끌고 독송관으로 접근한다. 여천윤은 지난 싸움에서 당한 동생의 원수를 갚으려고 관을 뛰쳐나와 기습을 가하여 맨 먼저 주통에게 덤벼들어 한칼에 죽이고, 나아가 이충에게도 부상을 입혀 정찰대를 궤멸 직전까지 몰아넣는다. 다음날 양산박군에서 동평이 독송관 아래로 말을 몰고 와 방랍군을 도발하였으나 정면으로 동평에게 맞서는 것은 힘들다고 보았는지 방랍군은 화포를 쏴 동평의 왼팔을 부상 입히고 물리친다. 이틀 뒤 동평은 부상을 당한채로 장청을 데리고 걸어와 다시 도전하고, 여천윤은 수하의 장도를 데리고 똑같이 걸어가 도전을 받는다. 동평은 여천윤을 잡으려고 쌍창을 휘두르며 덤벼들었고 여천윤은 장창을 사용하여 이를 맞았다. 치고받는 중 동평은 왼팔의 상처 때문에 점차 열세를 보이다가 마침내 도주하였다. 여천윤이 동평을 쫓아가자 옆에서 장청이 창을 들고 덤벼든다. 순간 여천윤은 소나무 뒤로 몸을 피했는데 장청의 창이 소나무에 깊숙이 꽂혀 빠지지 않게 되었고, 거기에 여천윤이 창을 내밀어 장청을 찔러 죽였다. 그것을 보고 분노한 동평이 여천윤에게 덤벼들려던 참에 장도가 동평의 등 뒤를 공격해 동평을 죽인다.
후에 손신, 고대수가 관소에 이르는 오솔길을 발견하고, 이를 지나 이립, 탕륭, 시천, 백승이 관소에 침입하고 방화하여 혼란에 빠진 여천윤과 장수들은 관소를 버리고 도주한다. 양산박군에게 45리의 추격을 받아 방랍군은 따라잡히고 여천윤은 노준의와 일대일 대결을 벌이다가 30여 합을 벌인 끝에 노준의에게 패하고 죽는다. 후에 요의는 이규에게 죽고 장도와 장검은 해진, 해보에게 사로잡혔다.

## 같이 보기
- 수호전
- 방랍
- 석보
- 등원각
- 사행방